# Смиљанци
Смиљанци (мкд. Смиланци) су насеље у Северној Македонији, у источном делу државе. Смиљанци су насеље у оквиру општине Радовиште.

## Географија
Смиљанци су смештени у источном делу Северне Македоније. Од најближег града, Радовишта, насеље је удаљено 10 km јужно.
Насеље Смиљанци се налази у историјској области Плачковица. Насеље је положено на јужним падинама планине Плачковице, у изворишном делу Старе реке, саставнице реке Струмице. Надморска висина насеља је приближно 800 метара. 
Месна клима је планинска због знатне надморске висине.

## Становништво
Смиљанци су према последњем попису из 2002. године имали 39 становника.
Већинско становништво у насељу су етнички Македонци. 
Претежна вероисповест месног становништва је православље.